# Anthurium myosurus
Anthurium myosurus är en kallaväxtart som beskrevs av Luis Aloysius, Luigi Sodiro. Anthurium myosurus ingår i släktet Anthurium och familjen kallaväxter. Inga underarter finns listade.